# Desmalopex microleucopterus
Desmalopex microleucopterus is een vleermuis uit het geslacht Desmalopex die voorkomt op het Filipijnse eiland Mindoro. Deze soort is het nauwste verwant aan de twee andere soorten in zijn geslacht, Desmalopex leucopterus uit Groot-Luzon en een nog onbeschreven soort uit Dinagat. D. microleucopterus is pas in 2008 als een aparte soort beschreven en werd in 1998 voor het eerst genoemd, toen nog als "Pteropus sp. A" omdat Desmalopex tot 2008 niet als een apart geslacht werd gezien. De soortaanduiding, microleucopterus, combineert micro-, Oudgrieks voor "klein", met de soortaanduiding van D. leucopterus, die in het Oudgrieks "witvleugelig" betekent. De naam verwijst naar het verschil in grootte tussen de twee soorten.
De grootte is echter niet het enige verschil. D. microleucopterus is ook donkerder van kleur en heeft de snijtanden in een minder rechte rij staan. Ook een aantal meest vrij subtiele kenmerken van de tanden en de schedel verschilt tussen de twee soorten. De totale lengte bedraagt 133 tot 155 mm, de achtervoetlengte 29 tot 34 mm, de voorarmlengte 97 tot 103 mm, het gewicht 129 tot 156 g en de schedellengte 45,8 tot 48,4 mm.
D. microleucopterus komt samen met een aantal andere vleerhonden voor die typisch zijn voor verstoord laaglandwoud in de Filipijnen, waarin Ptenochirus jagori en Cynopterus brachyotis het meest algemeen zijn. Ook Styloctenium mindorensis is gezamenlijk met D. microleucopterus aangetroffen. Er is echter weinig bos over op geringe hoogte op Mindoro en het verlies van zijn habitat kan een serieuze bedreiging voor deze soort betekenen.